# Svantes viser
Svantes viser er et album med viser skrevet af og sat i musik af Benny Andersen og indspillet af Povl Dissing og Benny Andersen i 1973. Albummet er baseret på Benny Andersens lille roman med indlagte viser af samme navn som albummet; romanen blev udgivet året forinden.

## Baggrund
I den lille roman præsenterer Benny Andersen den fiktive Svante Svendsen, som han hævder at have mødt i 1946, mistet forbindelsen med, og igen har mødt omkring 1960, hvorpå de, uden at have en masse tilfælles, sås indimellem, indtil Svante forsvandt i 1971. Romanen handler om deres forhold, hvor de begge skriver digte: Benny Andersens digte er dem, han virkeligt har udgivet, ofte i modernistisk stil, mens Svante skriver mere jordnære digte om sit eget liv på godt og ondt. Disse digte er sangbare, og Benny Andersen har skrevet musik til dem, hvortil der er noder bagest i bogen.
Bogen indeholdt 13 digte, og Benny Andersen havde en idé om, at Povl Dissing ville være den rigtige til at indsynge dem, med Andersen selv på klaver. I første omgang var Dissing dog ikke interesseret, men da han manglede nogle engagementer, gik han med til at tage med Andersen ud og spille nogle af sangene ved koncerter i begyndelsen af 1973. Dissing havde allerede sunget én af sangene i et radioprogram i slutningen af 1960'erne ("Brev fra dig"), og de enedes om, at Povl Dissing ikke skulle spille Svante, der sang sangene, men blot en sanger, der fremførte Svantes efterladte værker. Efter fire koncerter indspillede parret sangene til udgivelse på album. Der var ikke megen tro på projektet med et dansksproget album med viser i en periode med fokus på beatmusik på engelsk, men producer Peter Abrahamsen satte sine sparepenge ind på projektet og udgav det på sit eget lille pladeselskab.

## Spor
Alle sange skrevet og komponeret af Benny Andersen. 
| #   | Titel                    | Længde |
| --- | ------------------------ | ------ |
| 1.  | "Lille sang til Nina"    | 1:47   |
| 2.  | "Svantes drikkevise"     | 2:00   |
| 3.  | "Svante i stormagasinet" | 2:56   |
| 4.  | "Svante i Paradis"       | 1:39   |
| 5.  | "Længsel efter Sverige"  | 3:02   |
| 6.  | "Årstiderne"             | 1:59   |
| 7.  | "Svantes forårssang"     | 3:22   |
| 8.  | "Muddermålet"            | 3:58   |
| 9.  | "Svantes sorte vise"     | 2:56   |
| 10. | "Brev fra dig"           | 2:20   |
| 11. | "Svantes lykkelige dag"  | 3:08   |
| 12. | "Den værste sult"        | 3:00   |
| 13. | "Svantes svanesang"      | 3:18   |

## Modtagelse
Albummet viste sig at overgå alle forventninger i salg. Man havde håbet på at sælge omkring 5.000 eksemplarer i 1973, men et års tid senere var der solgt det tidobbelte, og fyrre år senere er solgt langt over 100.000 eksemplarer af albummet. Blandt viserne på albummet er den eneste egentlig optimistiske og positive, "Svantes lykkelige dag", blevet en slags evergreen, der er optaget i Højskolesangbogen. 
Albummet blev optaget i Kulturkanonen fra 2006 som et af ti album med populærmusik.
Dissings sang af "Svantes lykkelige dag" bliver givetvis refereret i Shu-bi-duas sang Tryk på der blev udgivet et par år efter Svantes viser. Shu-bi-duas Michael Bundesen synger "og når kaffen er klar" med en speciel udtale af "klar" (knaarr).
Samarbejdet om Svantes viser førte til et langvarigt samarbejde mellem Dissing og Andersen, der udgav flere album efterfølgende med materiale skrevet af Benny Andersen, heriblandt Oven visse vande (1981), Hymner og ukrudt (1984) og Over adskillige grænser (1988).